# Трафана (Матера)
Трафана (итал. Trafana) је насеље у Италији у округу Матера, региону Базиликата.
Према процени из 2011. у насељу је живело 45 становника. Насеље се налази на надморској висини од 128 м.